# 이리나 스코브세바

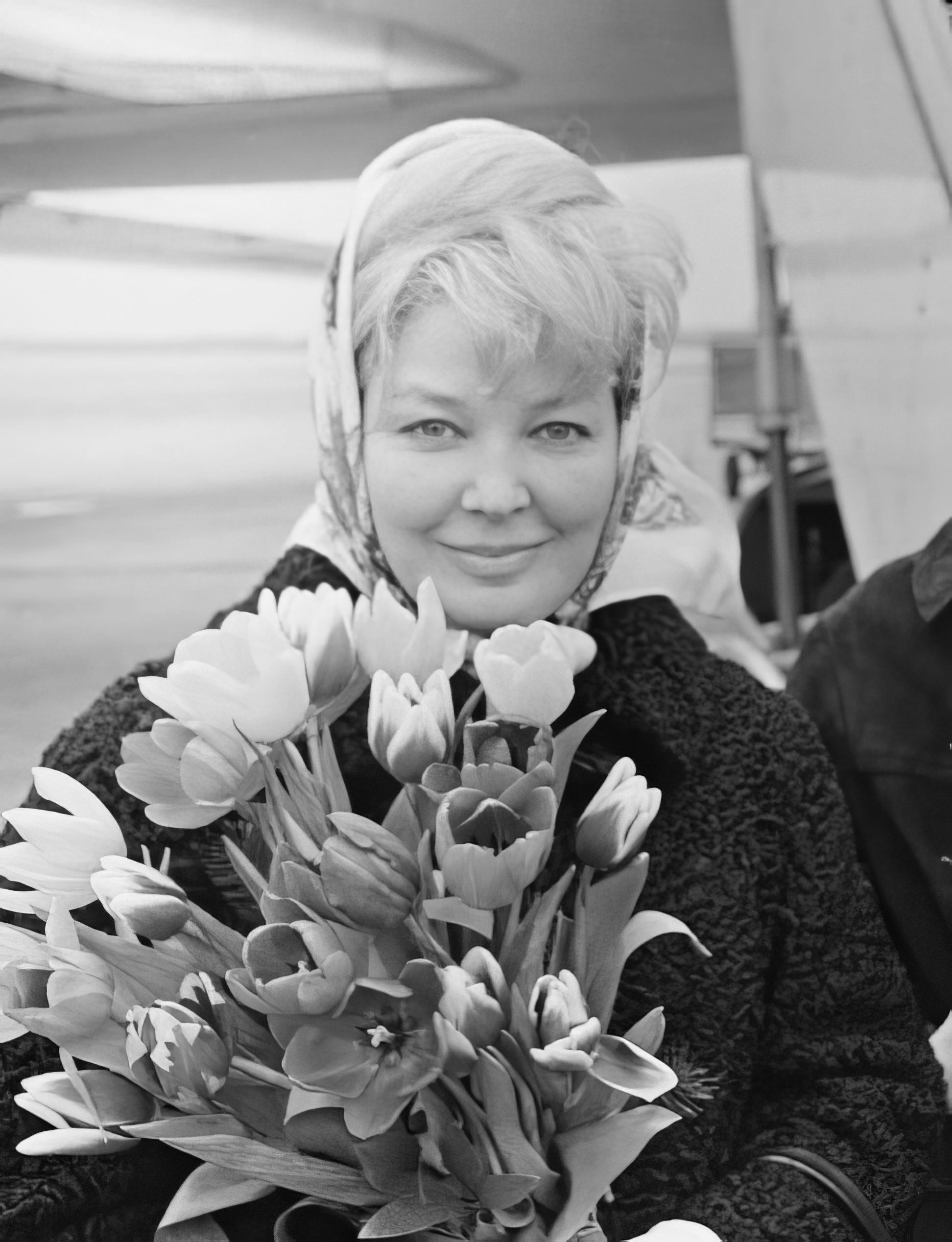

이리나 스코브세바(Ирина Константиновна Скобцева, 1927년 8월 22일 ~ 2020년 10월 20일)는 소련과 러시아의 배우이다. 세르게이 본다르추크 감독의 부인이다.

## 영화
- 레볼루션 아일랜드 (2008년)
- 신들의 질투 (2000년)
- 허클베리 핀의 모험 (1972년)
- 전쟁과 평화 4부 (1967년)
- 전쟁과 평화 (1967년)
- 전쟁과 평화 2부 (1966년)
- 전쟁과 평화 1부 (1965년)
- 나는 모스크바를 걷는다 (1964년)
- 오델로 (1955년)